# Asteromyrtus arnhemica
Asteromyrtus arnhemica är en myrtenväxtart som först beskrevs av Norman Brice Byrnes, och fick sitt nu gällande namn av Lyndley Alan Craven. Asteromyrtus arnhemica ingår i släktet Asteromyrtus och familjen myrtenväxter. Inga underarter finns listade i Catalogue of Life.